# Ель-Маамура
Ель-Маамура (араб. المعمورة) — місто в Тунісі. Входить до складу вілаєту Набуль. Станом на 2004 рік тут проживало 6 619 осіб.